# Hilarempis cillata
Hilarempis cillata är en tvåvingeart som beskrevs av Collin 1933. Hilarempis cillata ingår i släktet Hilarempis och familjen dansflugor. Inga underarter finns listade i Catalogue of Life.